# Selecționata de fotbal a Insulelor Falkland
Selecționata de fotbal a Insulelor Falkland reprezintă Insulele Falkland în fotbalul internațional și este condusă de Liga Națională de fotbal din Insulele Falkland. Nu este afiliată nici la FIFA și nici la CAF. A participat la Jocurile Islandei în 2001, 2005 și 2009.

## Meciuri selectate
| Dată        | Arenă          |                   | Adversar         | Scor  |
| ----------- | -------------- | ----------------- | ---------------- | ----- |
| 2 iul 2009  | Insulele Åland | Insulele Falkland | Frøya            | 1 - 3 |
| 30 iun 2009 | Insulele Åland | Insulele Falkland | Insulele Vestice | 1 - 7 |
| 29 iun 2009 | Insulele Åland | Insulele Falkland | Gotland          | 0 - 2 |
| 28 iun 2009 | Insulele Åland | Insulele Falkland | Insula Man       | 1 - 2 |
| 15 iul 2005 | Shetland       | Insulele Falkland | Orkney           | 0 - 2 |
| 14 iul 2005 | Shetland       | Insulele Falkland | Insulele Åland   | 1 - 2 |
| 13 iul 2005 | Shetland       | Insulele Falkland | Insula Man       | 0 - 9 |
| 12 iul 2005 | Shetland       | Insulele Falkland | Saaremaa         | 2 - 1 |
| 10 iul 2005 | Shetland       | Insulele Falkland | Shetland         | 0 - 4 |
| 13 iul 2001 | Insula Man     | Insulele Falkland | Orkney           | 4 - 1 |
| 12 iul 2001 | Insula Man     | Insulele Falkland | Groenlanda       | 0 - 4 |
| 9 iul 2001  | Insula Man     | Insulele Falkland | Guernsey         | 0 - 3 |
| 8 iul 2001  | Insula Man     | Insulele Falkland | Insula Man       | 0 - 9 |

## Insulele Falkland la Jocurile Islandice
| An    | Rundă                | Loc | M  | V | E | Î  | GM | GP |
| ----- | -------------------- | --- | -- | - | - | -- | -- | -- |
| 2001  | meci pentru locul 11 | 11  | 4  | 1 | 0 | 3  | 4  | 17 |
| 2005  | meci pentru locul 9  | 10  | 5  | 1 | 0 | 4  | 3  | 18 |
| 2009  | meci pentru locul 15 | 16  | 4  | 0 | 0 | 4  | 3  | 14 |
| Total | 3/11                 |     | 13 | 2 | 0 | 11 | 10 | 49 |

## Lotul din 2009[1]
- (GK) Chris Gilbert
- Patricio Balladares
- Ian Betts (Brintel Chopper)
- Daniel Biggs (Kelper Store Celtics)
- Kyle Biggs (Kelper Store Celtics)
- Bill Chater (Tri Services)
- Doug Clark (Sealed PR Athletic)
- Luke Clarke (Brintel Choppers)
- Wayne Clement (Brintel Choppers)
- Zaza Elbakidze (Stanley FC)
- Carlos Fajardo (Brintel Choppers)
- Stephen Aldridge (Brintel Choppers)
- Martyn Gilson-Clarke
- Jeremy Henry (Brintel Choppers)
- Mark Lennon (Brintel Choppers)
- Andrew Morrison (Sulivan Blue Sox)
- James Peck (Stanley FC)
- Kevin Ross (Brintel Choppers)
- Claudio Ross (Tri Services)
- Thomas Wallace (Sealed PR Athletic)